# 福岡県立八女工業高等学校
福岡県立八女工業高等学校（ふくおかけんりつ やめこうぎょうこうとうがっこう）は、福岡県筑後市羽犬塚にある県立の工業高等学校。

## 概要
歴史
1920年（大正9年）創立の「福岡県立八女工業学校」（実業学校）を前身とする。1948年（昭和23年）の学制改革により、新制高等学校「福岡県立八女工業高等学校」となる。2020年（令和2年）に創立100周年を迎えた。
校訓
「誠実・勤勉・協調」
校章
校名の「八」と「女」、「工」の文字を図案化し組み合わせたものを背景にして、中央に「髙」の文字を配している。
校歌
1931年（昭和6年）制定。作詞は土井晩翠、作曲は陸軍戸山学校軍楽隊による。歌詞は3番まであり、1番の歌詞中に校名の「工業」・「八女」が登場する。
設置課程・学科
全日制課程 6学科（工業に関する学科）
- 電子機械科
- 自動車科
- 電気科
- 情報技術科
- 土木科
- 工業化学科

## 沿革
旧制・実業学校時代
- 1919年（大正8年）- 福岡県会において、八女郡羽犬塚町への「福岡県立八女工業学校」の設置が議決される。
- 1920年（大正9年）
  - 2月 - 「福岡県立八女工業学校」が設置される。
  - 2月12日 - 開校式を挙行。
  - 4月20日 - 本科（機械科・採鉱科・電気科）を設置の上、福岡県立八女中学校（旧制中学校）を仮校舎として開校。入学資格を尋常小学校修了者、修業年限を4年とする[1]。
- 1925年（大正14年） 4月1日 - 「福岡県八女工業学校」と改称。採鉱科を廃止して土木科を新設。
- 1929年（昭和4年）1月 - 本館が完成。
- 1930年（昭和5年）7月 - 大暴風雨により、校舎に大きな被害を受ける。
- 1931年（昭和6年）7月 - 校歌を制定。
- 1933年（昭和8年）3月 - 修業年限が4年から5年に延長される[2]。
- 1936年（昭和11年）7月 - 全国中等学校対抗陸上競技大会で優勝。
- 1941年（昭和16年）
  - 4月 - 昭和16年3月以降の第二本科電気科卒業生に電気工事人甲種免許試験免除の件を承認。
  - 12月 - この年度より3月卒業予定の者を3ヶ月繰り上げて12月卒業とする。
- 1945年（昭和20年）7月20日 - 大牟田大空襲の際、勤労動員先の三池染料鉱業所にて死亡（土木科生徒5名）。
- 1947年（昭和22年）4月1日 - 工業学校としての生徒募集を停止。学制改革の経過措置により、新制中学校が併設され（以下・併設中学校）、工業学校1・2年修了者を新制中学校2・3年生として収容。

新制高等学校
- 1948年（昭和23年）4月1日 - 学制改革により、「福岡県立八女工業高等学校」（3年制）となる。併設中学校を継承し、1946年（昭和21年）に工業学校へ最後に入学した3年生のみとなる。
- 1949年（昭和24年）
  - 3月31日 - 最後の卒業生を送り出し、併設中学校を廃止。
  - 8月31日 - 「福岡県立筑後高等学校」と改称。
- 1953年（昭和28年）4月1日 - 「福岡県立八女工業高等学校」（現校名）と改称。
- 1954年（昭和29年）4月 - 電気通信科を設置。
- 1957年（昭和32年）4月 - 自動車科を設置。
- 1963年（昭和38年）4月 - 工業化学科を設置。
- 1964年（昭和39年）4月 - 電気通信科を電子科に改称。
- 1977年（昭和52年）12月 - 第二グラウンドが完成。
- 1990年（平成2年）4月 - 電子科を「情報技術科」に改称。
- 1991年（平成3年）4月 - 機械科を「電子機械科」に改称。
- 1993年（平成5年）3月 - 食堂兼多目的ホールが完成。
- 1994年（平成6年）9月 - 「殉難の碑」を建立。
- 1997年（平成9年）3月 - 弓道場が完成。
- 2003年（平成15年）8月 - 工業化学科・情報技術科実習棟が完成。
- 2006年（平成18年）
  - 1月 - 管理・教室棟大規模の改造を完了。
  - 4月 - 生徒募集定員が240名となる（土木科を40名減）。
- 2020年（令和2年） - 創立100周年を迎える。新型コロナウイルス感染症の影響により、創立100周年記念式典は1年延期される。
- 2021年（令和3年）10月6日 - 創立100周年記念式典を挙行。

## 交通アクセス
最寄りの鉄道駅
- 九州旅客鉄道 鹿児島本線「羽犬塚駅」より徒歩6分

最寄りのバス停
- 西鉄バス・堀川バス「羽犬塚駅前」バス停より徒歩6分
- 西鉄バス「羽犬塚小学校前」バス停より徒歩6分

最寄りの道路
- 国道209号

## 著名な卒業生
- 西田正治（筑後市長）
- 井上忠行（元セントラル・リーグ審判副部長）(1935～2007)
- 武内享（元チェッカーズのリーダー・ギタリスト）
- 紫原政文（競輪選手）
- 坂口祐三郎（俳優）(1941～2003)
- 中野浩一（元競輪選手）
- 宮崎久（短距離走選手）
- 深谷亮司（元野球選手）
- 坂口智康 (JRA騎手)